# 1428 Mombasa
1428 Mombasa (1937 NO) là một tiểu hành tinh vành đai chính được phát hiện ngày 5 tháng 7 năm 1937 bởi C. Jackson ở Johannesburg (UO).